# Shōzō Shimamoto
 (mars 2022).
Si vous disposez d'ouvrages ou d'articles de référence ou si vous connaissez des sites web de qualité traitant du thème abordé ici, merci de compléter l'article en donnant les références utiles à sa vérifiabilité et en les liant à la section « Notes et références ».
Shōzō Shimamoto (嶋本 昭三, Shimamoto Shōzō, 22 janvier 1928 - 25 janvier 2013) est un artiste contemporain japonais. Il était membre du mouvement d'avant-garde Gutai.

## Biographie
Membre du mouvement d'avant-garde Gutai, fondé dans les années 1950, les œuvres de Shōzō Shimamoto figurent dans les collections de la Tate Modern (Londres et Liverpool) au Hyogo Prefectural Museum of Art à Kobe, au Japon. Roberta Smith, critique au quotidien américain New York Times l'a mis en avant comme l'un des expérimentateurs les plus audacieux de la scène artistique indépendante[réf. nécessaire].
En 2000, il initie une performance qui durera plusieurs années : lors de voyages autour du monde, il prend l'empreinte du corps de femmes à l'encre de Chine sur papier de riz : les Nyotaku. Son projet est de réaliser ainsi mille Nyotaku.
Lors d'une master Class du peintre Nato (Art et absence d'habits, 2000) à Paris, il réalisera l'empreinte de ses élèves et des modèles.
En 2004, il présente une performance Nyotaku, à l'International Gallery of Contemporary Art, à Venise, en Italie.